# Temporada 1968-69 de los Milwaukee Bucks
La temporada 1968-69 fue la primera de los Milwaukee Bucks en la NBA, que se unió a la liga junto a los Phoenix Suns tras la expansión de la misma en dos equipos más. La temporada regular acabó con 27 victorias y 55 derrotas, ocupando el séptimo y último puesto de la División Este, no logrando alcanzar los playoffs.

## Elecciones en el Draft de Expansión
| Jugador          | Posición | Antiguo equipo         |
| ---------------- | -------- | ---------------------- |
| Len Chappell     | Alero    | Detroit Pistons        |
| Larry Costello   | Base     | Philadelphia 76ers     |
| Johnny Egan      | Base     | Baltimore Bullets      |
| Wayne Embry      | Pívot    | Boston Celtics         |
| Dave Gambee      | Alero    | San Diego Rockets      |
| Gary Gray        | Base     | Cincinnati Royals      |
| Fred Hetzel      | Alero    | San Francisco Warriors |
| Johnny Jones     | Alero    | Boston Celtics         |
| Bob Love         | Alero    | Cincinnati Royals      |
| Jon McGlocklin   | Base     | San Diego Rockets      |
| Jay Miller       | Base     | Atlanta Hawks          |
| Bud Olsen        | Alero    | Seattle SuperSonics    |
| George Patterson | Pívot    | Detroit Pistons        |
| Jim Reid         | Alero    | Philadelphia 76ers     |
| Guy Rodgers      | Base     | Cincinnati Royals      |
| Tom Thacker      | Base     | Boston Celtics         |
| Bob Warlick      | Base     | San Francisco Warriors |
| Bob Weiss        | Base     | Seattle SuperSonics    |

## Elecciones en elDraft
| Ronda | Puesto | Jugador       | Posición | Nacionalidad   | Universidad         |
| ----- | ------ | ------------- | -------- | -------------- | ------------------- |
| 1     | 7      | Charlie Paulk | Alero    | Estados Unidos | Northeastern State* |
| 2     | 22     | Gene Moore    | Pívot    | Estados Unidos | Saint Louis         |
| 3     | 35     | Sam Williams  | Base     | Estados Unidos | Iowa                |
| 4     | 50     | Greg Smith    | Alero    | Estados Unidos | Western Kentucky    |
| 5     | 63     | Joe Franklin  |          | Estados Unidos | Wisconsin           |
| 6     | 78     | Fred Smith    |          | Estados Unidos | Hawaiʻi             |
| 7     | 91     | Tom Kondla    | Pívot    | Estados Unidos | Minnesota           |

## Temporada regular
| División Este        | División Este | División Este | División Este | División Este | División Este | División Este | División Este | División Este |
| Equipo               | G             | P             | %             | PD            | Casa          | Fuera         | Neutral       | Div           |
| -------------------- | ------------- | ------------- | ------------- | ------------- | ------------- | ------------- | ------------- | ------------- |
| x-Baltimore Bullets  | 57            | 25            | .695          | –             | 29–9          | 24–15         | 4–1           | 26–14         |
| x-Philadelphia 76ers | 55            | 27            | .671          | 2             | 26–8          | 24–16         | 5–3           | 23–17         |
| x-New York Knicks    | 54            | 28            | .659          | 3             | 30–7          | 19–20         | 5–1           | 26–14         |
| x-Boston Celtics     | 48            | 34            | .585          | 9             | 24–12         | 21–19         | 3–3           | 23–17         |
| Cincinnati Royals    | 41            | 41            | .500          | 16            | 15-13         | 16–21         | 10–7          | 20–20         |
| Detroit Pistons      | 32            | 50            | .390          | 25            | 21–17         | 7–30          | 4–3           | 13–27         |
| Milwaukee Bucks      | 27            | 55            | .329          | 30            | 15–19         | 8–27          | 4–9           | 7–29          |

## Estadísticas
| Rk | Jugador         | Edad | P  | PT | MP   | TC  | TCI  | %TC  | TL  | TLI | %TL  | RB   | AS  | FP  | PTS  |
| -- | --------------- | ---- | -- | -- | ---- | --- | ---- | ---- | --- | --- | ---- | ---- | --- | --- | ---- |
| 1  | Jon McGlocklin  | 25   | 80 |    | 36.1 | 8.3 | 17.0 | .487 | 3.1 | 3.7 | .842 | 4.3  | 3.9 | 2.3 | 19.6 |
| 2  | Flynn Robinson  | 27   | 65 |    | 31.8 | 7.7 | 17.7 | .436 | 4.9 | 5.8 | .841 | 3.6  | 4.9 | 3.2 | 20.3 |
| 3  | Wayne Embry     | 31   | 78 |    | 30.2 | 4.9 | 11.5 | .427 | 3.3 | 5.0 | .664 | 8.6  | 1.9 | 3.9 | 13.1 |
| 4  | Fred Hetzel     | 26   | 53 |    | 30.0 | 6.0 | 14.3 | .416 | 4.0 | 4.8 | .837 | 8.9  | 1.6 | 3.6 | 15.9 |
| 5  | Don Smith       | 22   | 29 |    | 28.9 | 4.3 | 12.0 | .363 | 2.3 | 3.7 | .642 | 13.0 | 1.1 | 3.4 | 11.0 |
| 6  | Greg Smith      | 22   | 79 |    | 27.9 | 3.5 | 7.8  | .450 | 1.2 | 2.0 | .587 | 10.2 | 1.7 | 3.3 | 8.1  |
| 7  | Len Chappell    | 28   | 80 |    | 27.6 | 5.7 | 12.6 | .454 | 3.1 | 4.2 | .737 | 8.0  | 1.2 | 3.1 | 14.6 |
| 8  | Guy Rodgers     | 33   | 81 |    | 26.6 | 4.0 | 10.6 | .377 | 2.3 | 2.9 | .793 | 2.8  | 6.9 | 2.6 | 10.3 |
| 9  | Dave Gambee     | 31   | 34 |    | 18.4 | 4.4 | 9.5  | .464 | 3.2 | 3.9 | .827 | 5.3  | 0.9 | 2.9 | 12.1 |
| 10 | Bob Love        | 26   | 14 |    | 16.2 | 2.8 | 7.6  | .368 | 2.1 | 2.7 | .763 | 4.6  | 0.2 | 1.6 | 7.6  |
| 11 | Dick Cunningham | 22   | 77 |    | 16.1 | 1.8 | 4.3  | .425 | 0.9 | 1.4 | .651 | 5.7  | 0.8 | 2.2 | 4.6  |
| 12 | Bob Weiss       | 26   | 15 |    | 16.1 | 2.4 | 7.6  | .316 | 1.8 | 2.3 | .794 | 1.8  | 1.8 | 1.6 | 6.6  |
| 13 | Charlie Paulk   | 22   | 17 |    | 12.8 | 1.1 | 4.9  | .226 | 0.8 | 1.4 | .565 | 4.6  | 0.2 | 1.5 | 3.0  |
| 14 | Sam Williams    | 24   | 55 |    | 11.4 | 1.4 | 4.1  | .342 | 1.3 | 2.4 | .537 | 2.0  | 1.1 | 1.9 | 4.1  |
| 15 | Jay Miller      | 25   | 3  |    | 9.0  | 0.7 | 3.3  | .200 | 1.7 | 2.3 | .714 | 0.7  | 0.0 | 1.3 | 3.0  |
| 16 | Rich Niemann    | 22   | 18 |    | 8.3  | 1.3 | 3.3  | .407 | 0.6 | 0.8 | .733 | 3.3  | 0.4 | 1.7 | 3.3  |
| 17 | Bob Warlick     | 27   | 3  |    | 7.3  | 0.3 | 2.7  | .125 | 1.3 | 1.7 | .800 | 0.3  | 0.3 | 1.0 | 2.0  |

## Galardones y récords
| Jugador        | Galardón |
| Jon McGlocklin | All-Star |